# Донуголь
Донуголь (укр. Донвугілля) — угледобывающее государственное предприятие (центр — город Донецк, Украина). Добыча угля в 2001 году составляет 4 095,002 тысяч тонн. В объединение входят 6 шахт и шахтоуправлений:
1. имени 60 лет Советской Украины,
2. имени Абакумова,
3. имени Калинина,
4. имени Челюскинцев,
5. «Октябрьский рудник»,
6. шахтоуправление «Донбасс»

А также: автотранспортное предприятие № 1, «Донецкгрузтранс», «Донугледегазация», «Донуглесбытпоставка».
Ранее в объединение входила Шахта имени Гаевого.
Закрылась согласно программе закрытия неперспективных шахт в 1998 году: «Заперевальная № 1».